# 鼓岡神社

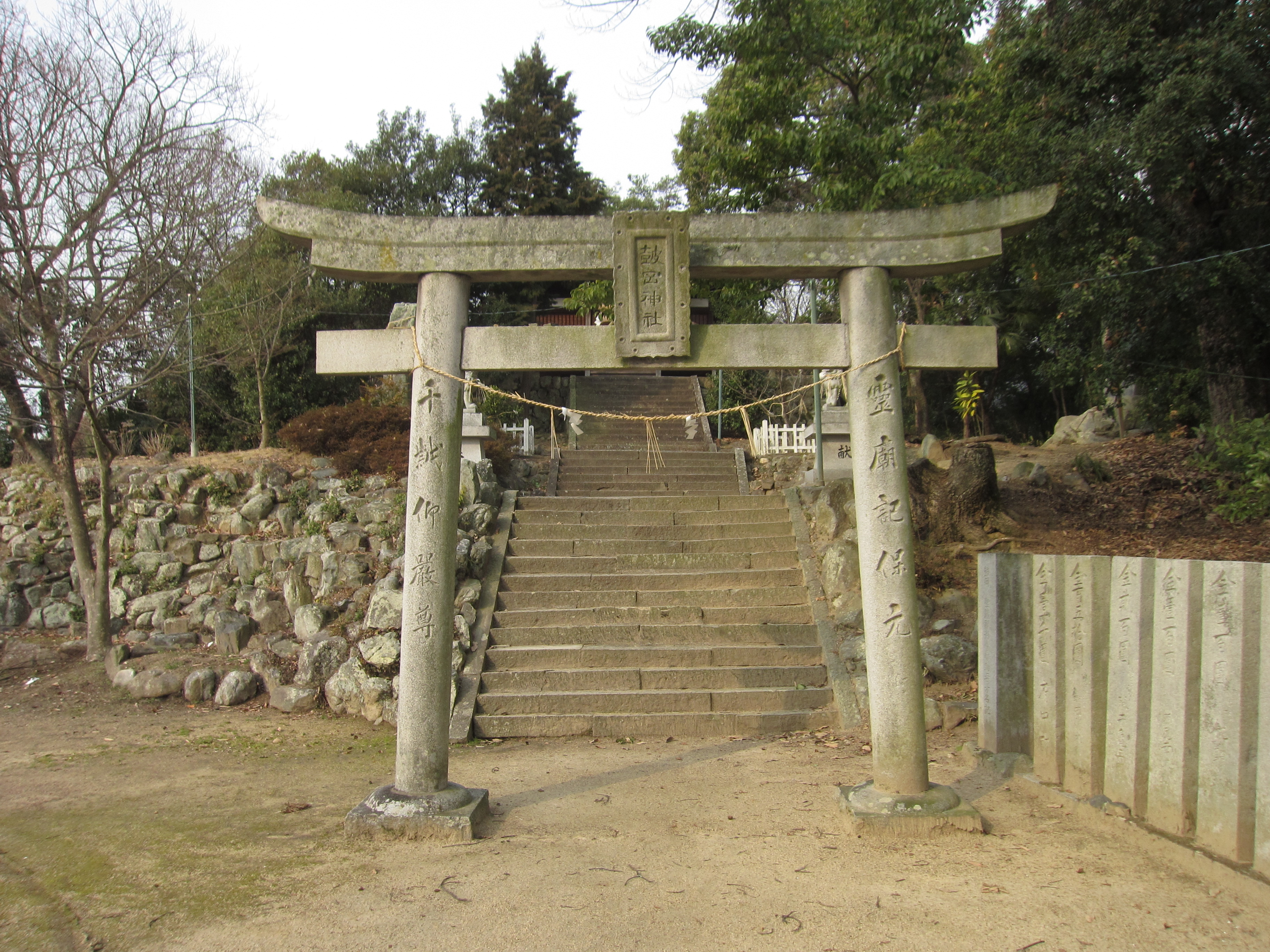
鳥居

鼓岡神社（つづみがおかじんじゃ）は、讃岐へ配流された崇徳上皇が最期の6年間を過ごしたとされる終焉の地に造られた香川県坂出市にある神社である。

## 祭神
- 崇徳上皇

## 歴史
保元元年（1156年）の保元の乱で敗北した崇徳上皇が配流先の讃岐国で設けた行在所と伝えられている。『保元物語』では、崇徳上皇はまず「在庁高遠の松山の御堂（雲井御所跡）」に入り、のち「直島」の御所に移り、そして「鼓の岡」に御所を新造し移ったと記している。また、現在通説となっていて『平家物語異本』や『雲井御所碑』に書かれている説によると、京の洛外の鳥羽 から船で瀬戸内海沿岸沿いに航行し「直島」に立ち寄ったのち讃岐に上陸して御所ができるまでの間「在庁高遠の松山の御堂」に入り約3年過ごした後、「鼓の岡」の御所に移ったとされている。当地に設けられた御所は「木の丸殿（このまるでん）」と呼ばれ、1164年（長寛2年）46歳で崩御されるまでの6年余りの間生活を営んだという。
当地周辺には讃岐国府跡地もあり、当時の讃岐国の中心地であった。また、周辺には内裏泉、菊塚、怨塚などの崇徳上皇ゆかりの遺跡が残っている。
崇徳上皇の崩御後、当地の御所は阿闍梨章実が白峰に移して菩提を弔う頓証寺（白峯寺境内）としたという。『玉葉』には崩御の地に一堂を設けるよう沙汰が下されているが、その命で建てられたのが当社の草創と伝える。また、章実が御所を白峰に移したのち、跡地に代わるものとして建てられたのが当社とも伝える。
「鼓岡」の社名は、丘の頂上付近で地面を叩くと鼓のような音がしたからという。なお、当地は円墳または前方後円墳だったとも見られており、当社近くに鎮座する城山神社では、讃岐国造の祖である神櫛別命の墓とも伝えている。

## 境内

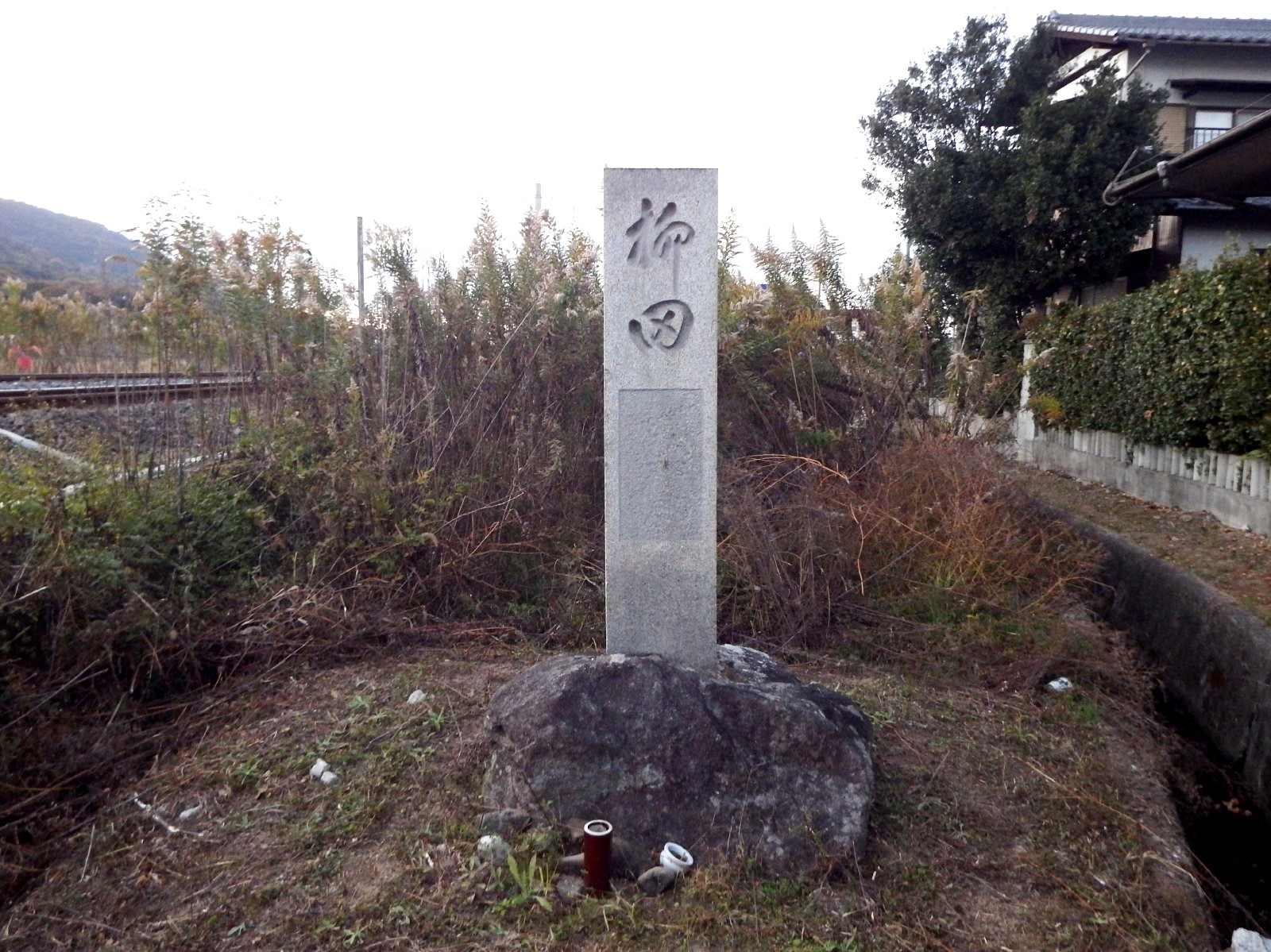
柳田碑

- 一の鳥居
- 拝殿本殿
- 三尊堂：崇徳上皇御念持仏三尊を祀る。
- 擬古堂（ぎこどう）：正面石段を上がった右側にあり、1913年（大正2年）崇徳上皇750年大祭の際に造られたもの[7]で、木の丸殿の雰囲気を模して造られたゆえの名称である。実物はこの四分の一であったと云われる。
- 杜鵑塚（ほととぎすづか）：上皇が「啼けば聞く聞けば都の恋しきに この里過ぎよ山ほととぎす」と詠まれ、杜鵑が鳴くと上皇が都を思い出すので、里人が杜鵑を殺したり追い払ったりした。後になって塚を作り供養した。
- 内裏泉（だいりせん）：木ノ丸殿裏にある湧水、深さ1mぐらいで枯れたことが無い。上皇が使ったと云われている。北緯34度17分37.42秒 東経133度54分59.55秒
- 菊塚：上皇と綾の局（綾高遠の娘）の間にできた皇子・顕末（あきすえ）の墓。幼くして殺されたと云われる。
- 怨塚：上皇が使った食器を埋め供養した塚。
- 歌碑：上皇「瀬をはやみ岩にせかるる滝川の われても末に逢はむとぞ思ふ」が本殿への石段の左にある。
- 鼓岡行宮旧跡碑：明治40年に府中村の有志が建てた石碑。題字は閑院宮載仁親王の篆書体文字で彫ってある。

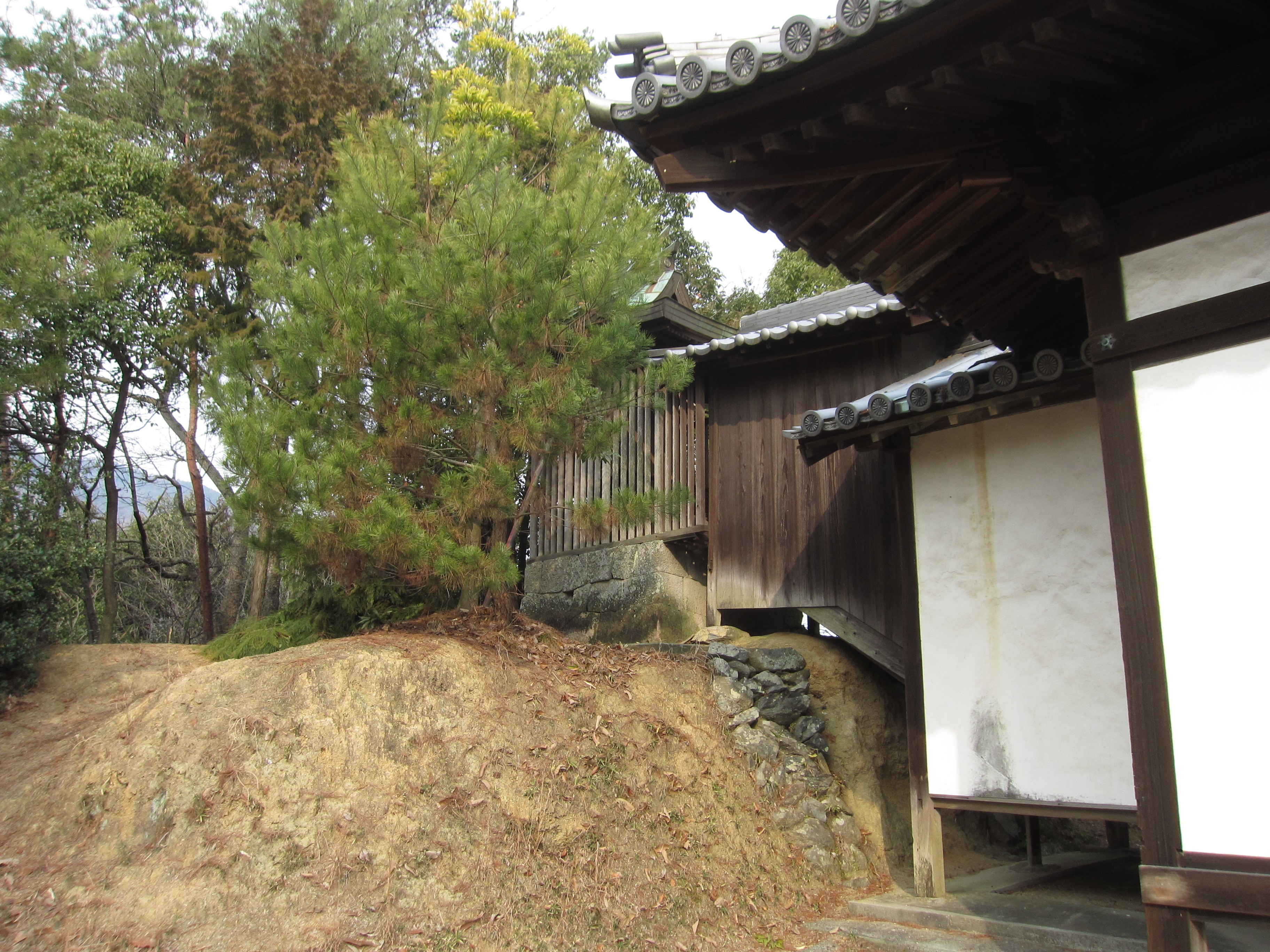
本殿
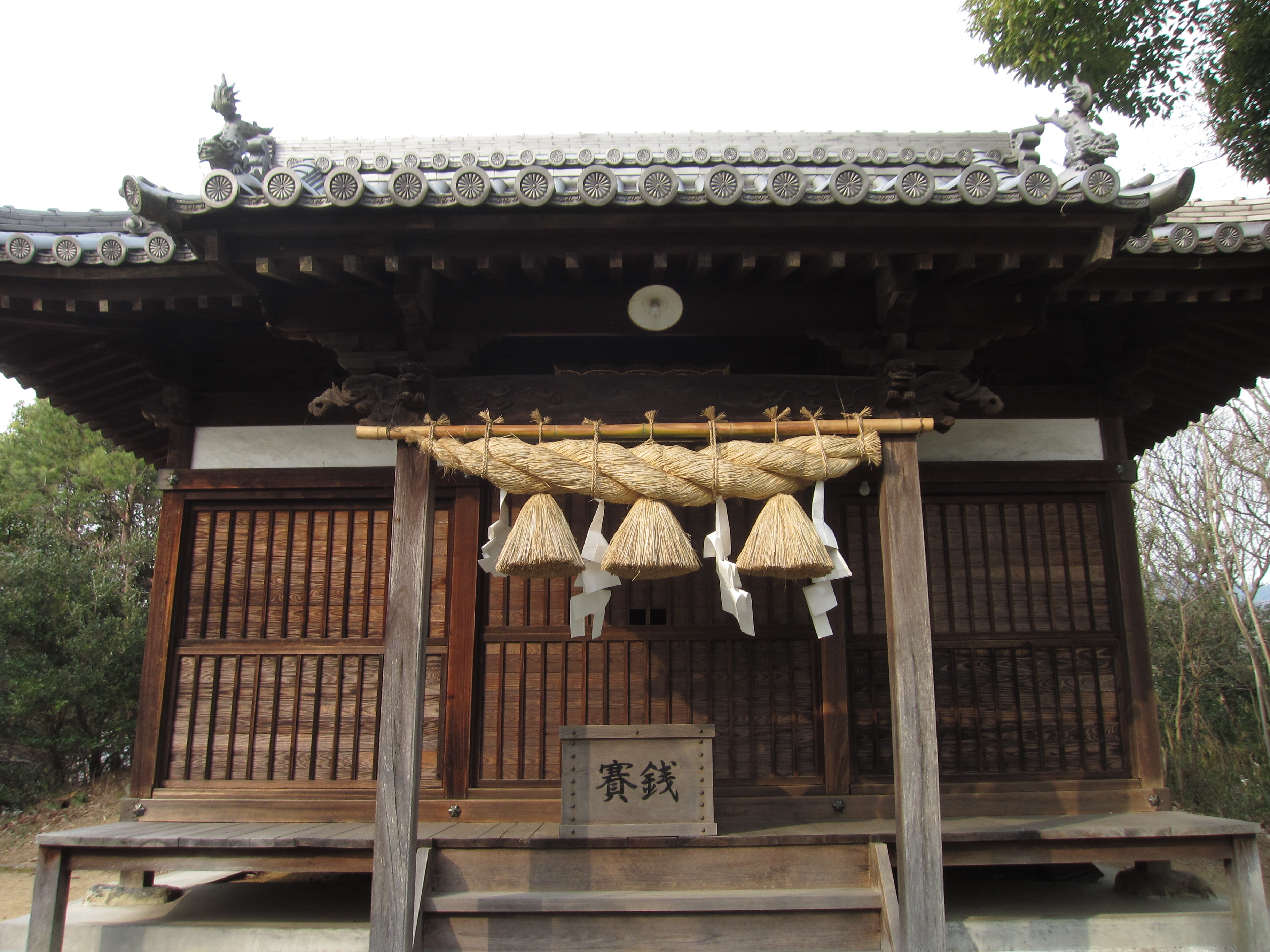
拝殿
三尊堂
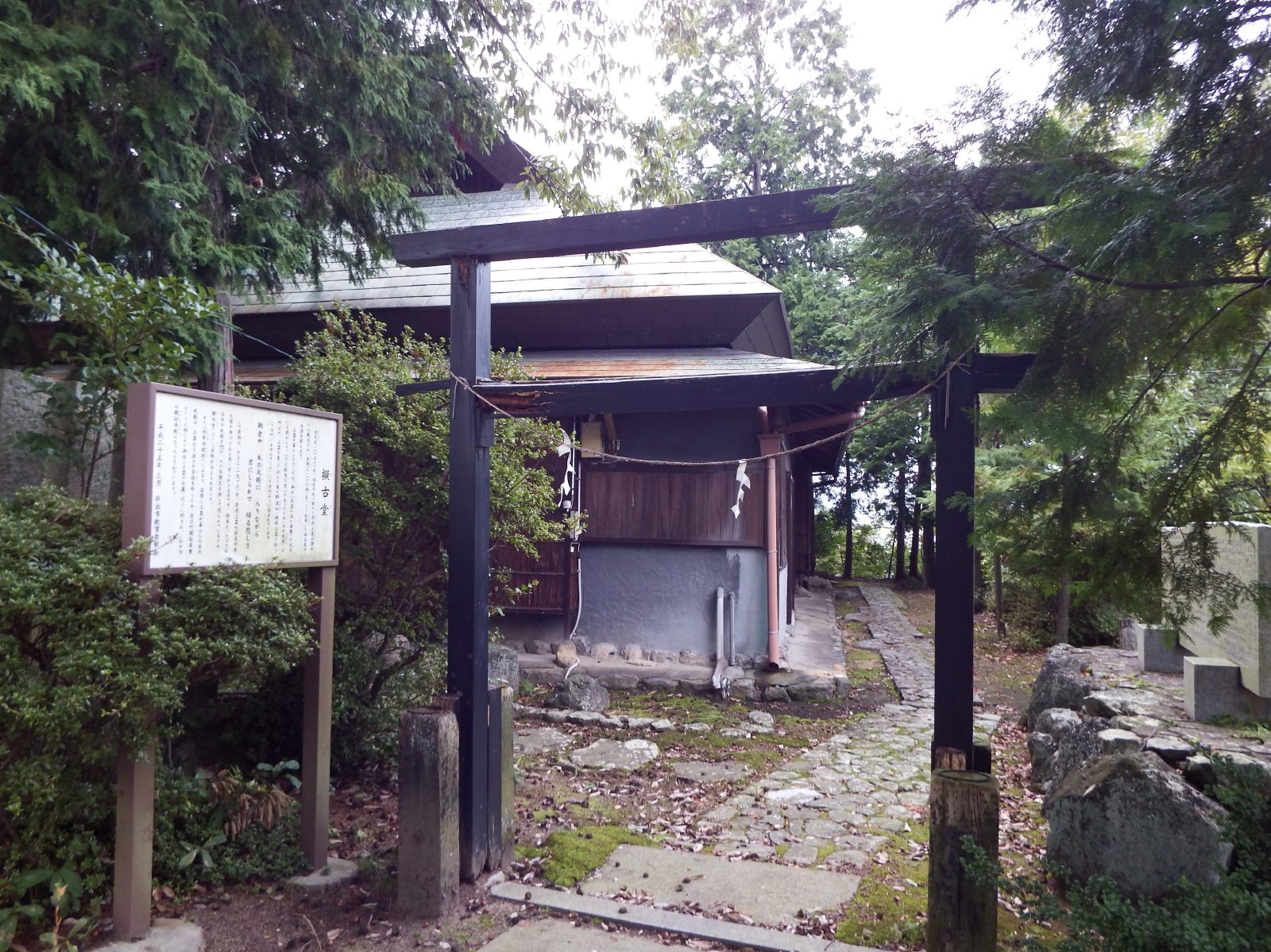
擬古堂の入口
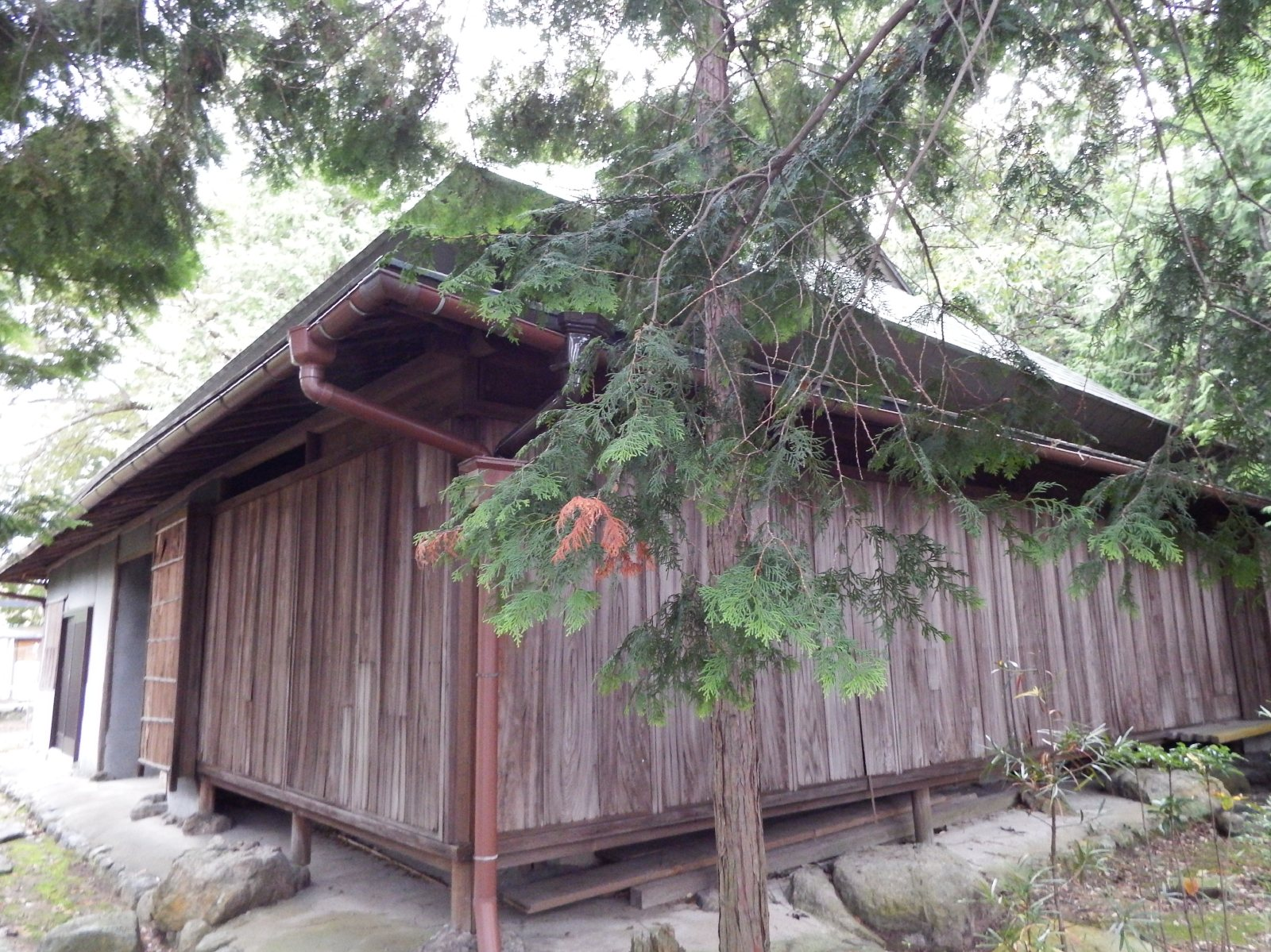
擬古堂

- 柳田碑：上皇が暗殺されたと云われる場所。刺客・三木近安（みきちかやす）から追われ柳の木に隠れたが衣が川面に写って見つかってしまったと云われる。北緯34度17分46.38秒 東経133度55分1.84秒

- 柳田碑

## 現地情報
所在地
- 香川県坂出市府中町乙5116

交通アクセス
- 最寄駅：四国旅客鉄道（JR四国）予讃線（瀬戸大橋線） 讃岐府中駅 （徒歩約12分）

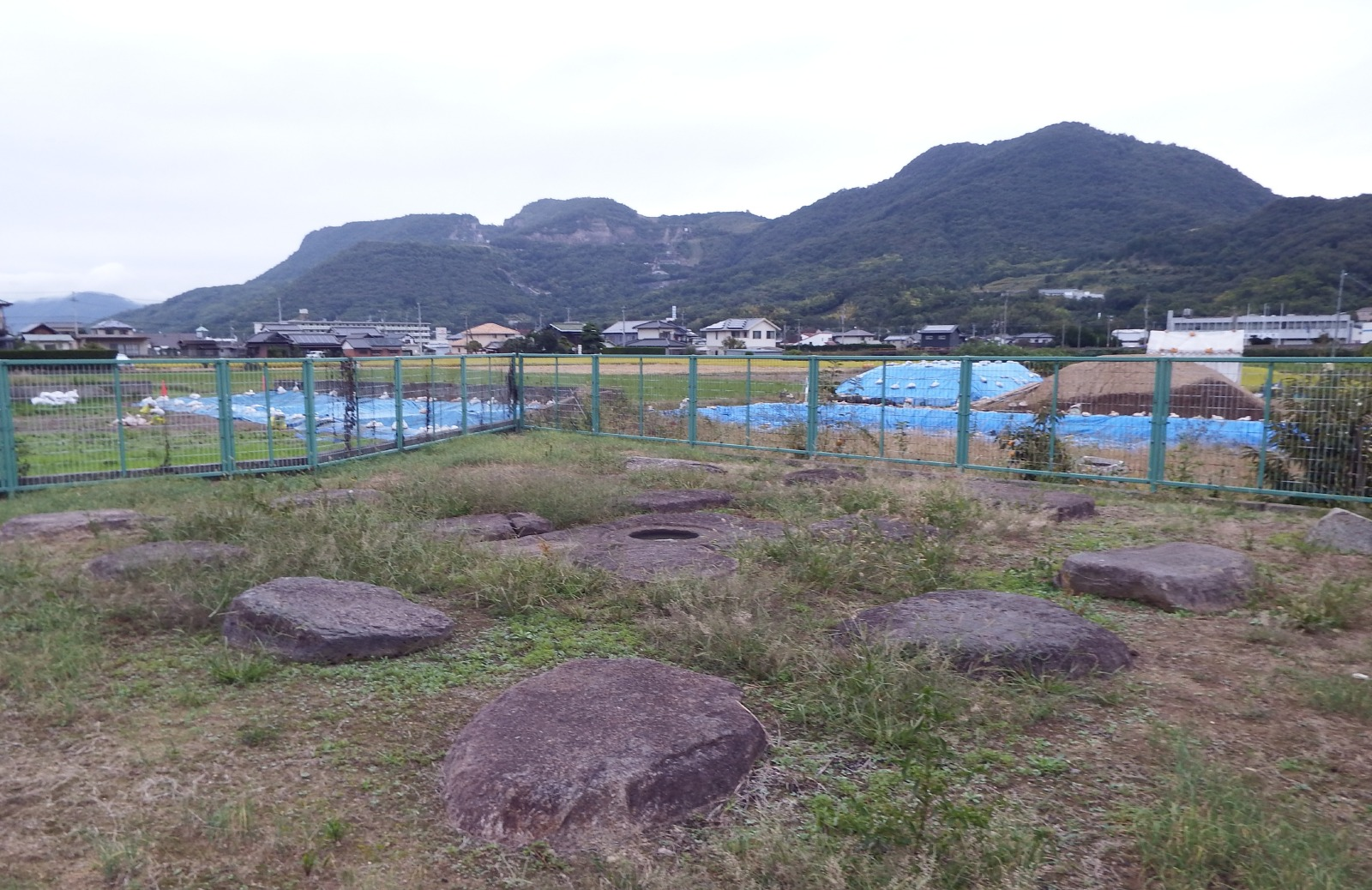
開法寺塔跡

周辺
- 讃岐国府跡北緯34度17分37.02秒 東経133度55分6.39秒

- 開法寺塔跡：香川県指定史跡、白鳳時代から平安時代にかけて存在していた古代寺院北緯34度17分31.26秒 東経133度55分4.79秒

- 城山神社
- 香川県埋蔵文化財センター北緯34度17分27.19秒 東経133度54分58.27秒